# Smog

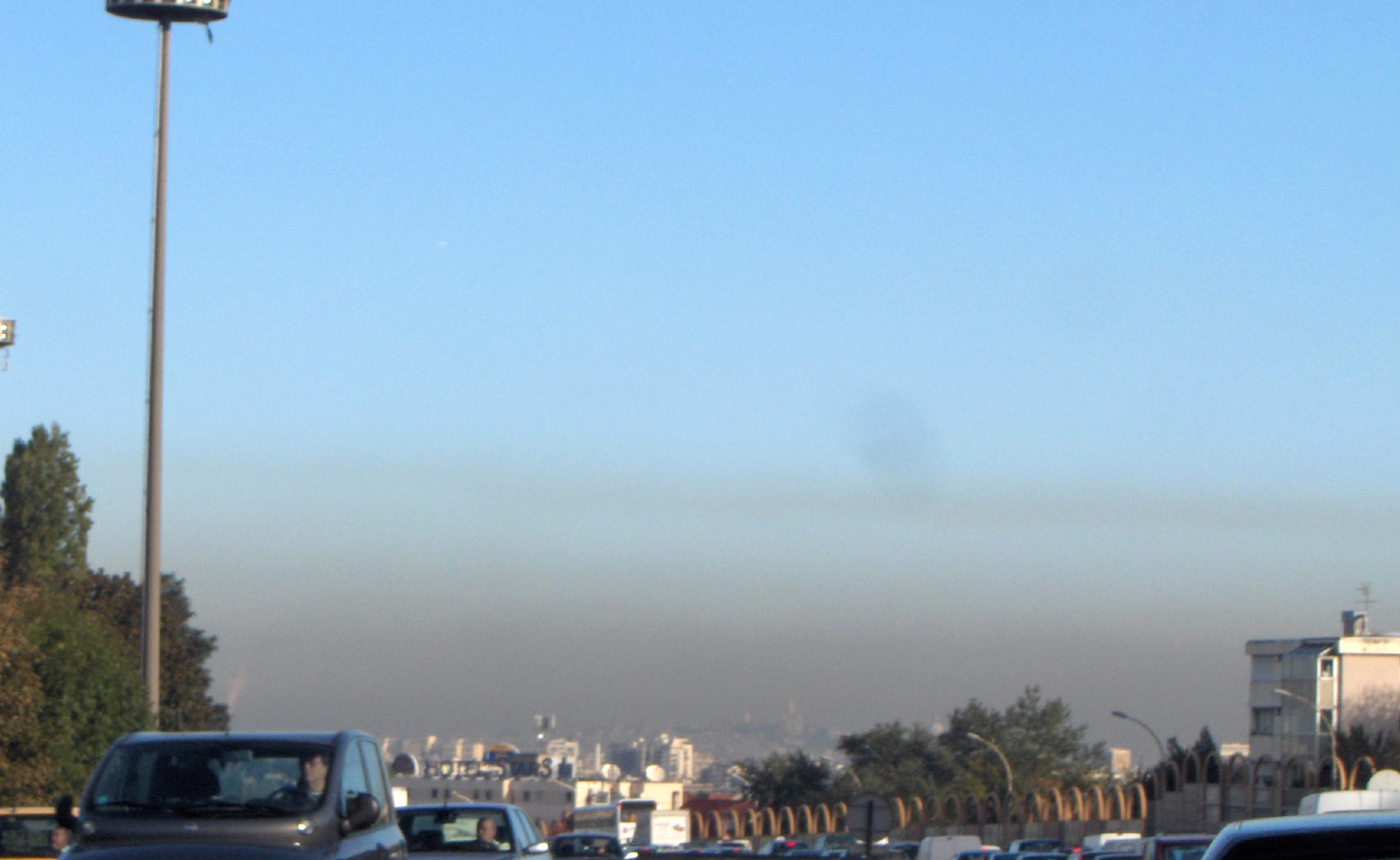
Smog boven Parijs, 2004

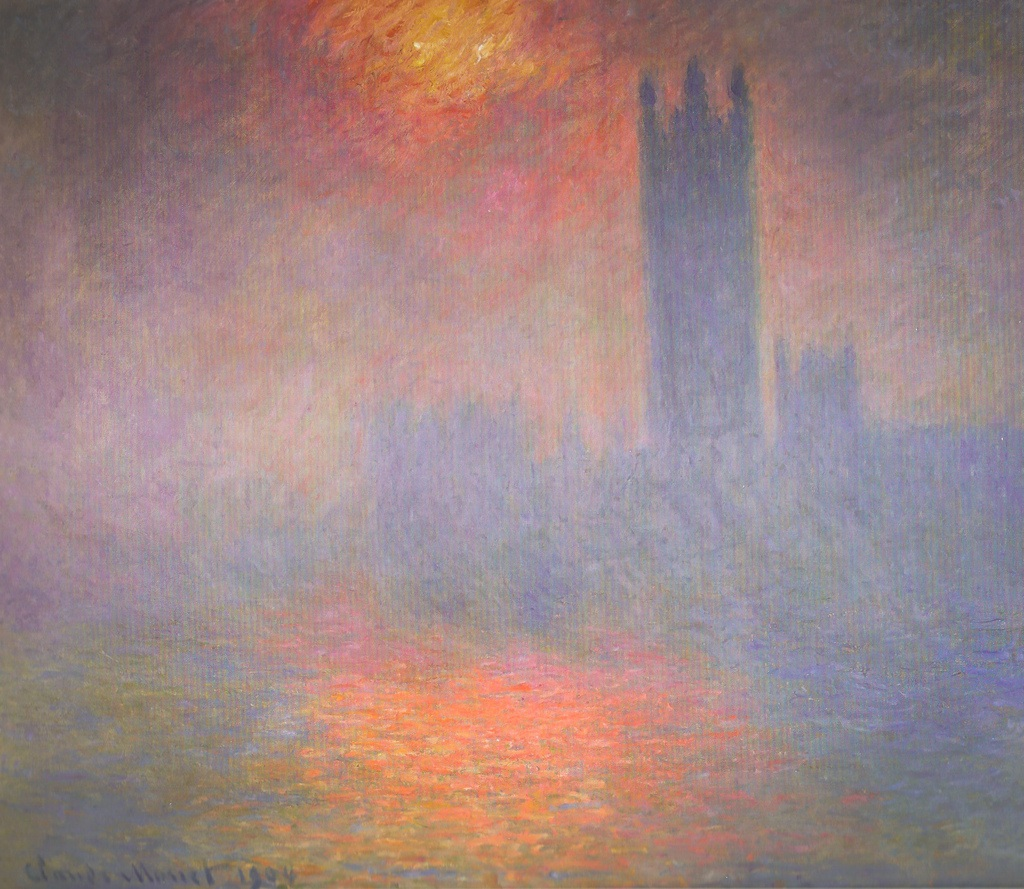
Het Parlement in Londen, Claude Monet, 1904

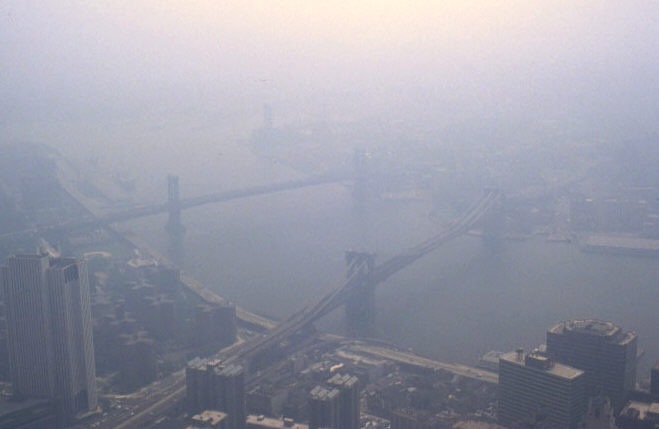
Smog in New York, 1988

Smog is luchtvervuiling die in een bepaalde periode opeens sterk toeneemt. We spreken dan van smog-episoden. Het woord smog is een porte-manteau van de Engelse woorden smoke en fog. Letterlijk vertaald betekent smog: door rook en uitlaatgassen vervuilde mist.
De stoffen die invloed hebben op het ontstaan van smog zijn vooral ozon en fijnstof en in mindere mate stikstofdioxide en zwaveldioxide. Deze smog-episoden kunnen een paar dagen tot enkele weken duren.
In Nederland gebruikt men de term smog als er meer luchtverontreiniging is dan gewoonlijk, met mogelijk nadelige gevolgen voor de longen en de gezondheid.

## Oorzaken van smog
Een oorzaak van smog is er als er te veel ozon in de troposfeer is, wat veroorzaakt kan worden door uitlaatgassen.

## 'Bruine' en 'grijze' smog
Luchtvervuiling in steden valt meestal uiteen in twee categorieën gebaseerd op het klimaat en het type luchtvervuiling. Vaak wordt er gebruikgemaakt van de termen winter- en zomersmog. Zomersmog bestaat uit vooral ozon, fijnstof en, in mindere mate, uit stikstofdioxide en zwaveldioxide. In de winter bestaat smog uit een mengsel van hoofdzakelijk fijnstof en zwaveldioxide. Het is echter beter om te spreken van fotochemische en industriële smog. Beide hebben andere effecten op de gezondheid. Fotochemische smog leidt ertoe dat steden een bruine kleur krijgen, terwijl industriële smog grijs is. 
Het verschil tussen bruine en grijze steden is aan het verdwijnen. De meeste steden hebben gedurende de zomer, wanneer de zon het meest intens is, last van fotochemische smog en gedurende de winter last van industriële smog, doordat er dan de behoefte is tot verwarming door bijvoorbeeld houtkachels en oliebranders, waarbij schadelijke stoffen vrijkomen.

## Soorten

### Fotochemische smog
Fotochemische smog is de luchtvervuiling van de omgevingslucht met chemische stoffen als ozon, peroxyacetylnitraat, stikstofdioxide, waterstofperoxide en andere stoffen met een oxiderende werking. Fotochemische smog ontstaat onder invloed van zonlicht. De stoffen ontstaan op warme dagen onder invloed van zonlicht als stikstofoxiden en vluchtige organische stoffen (VOS) aanwezig zijn. In de zomer kan smog ontstaan als het gedurende enkele dagen warm en zonnig is, en er vrij weinig wind staat. 
De grootste bronnen van vervuiling zijn auto’s en elektriciteitscentrales. Vooral het verkeer is verantwoordelijk voor de emissie van de ozonprecursoren, maar ook de industrie, de energiesector en de huishoudens dragen bij tot de uitstoot. De stoffen die de vervuiling veroorzaken zijn voornamelijk koolstofmonoxide, stikstofoxiden en vluchtige koolwaterstoffen. Deze stoffen reageren met aanwezigheid van zonlicht en vormen daarbij een mengsel van schadelijke secundaire vervuilers. Schadelijke stoffen die ontstaan zijn voornamelijk fijnstof en ozon.
Afhankelijk van waar ozon zich in de atmosfeer bevindt heeft de stof positieve of negatieve effecten. In de hogere luchtlagen beschermt de ozonlaag ons tegen het schadelijke ultraviolette licht van de zon. Ozon in de troposfeer, de luchtlaag van de grond tot 15 km hoogte, heeft juist nadelige effecten. Het is een schadelijke stof, daarom moeten de concentraties op leefniveau zo laag mogelijk zijn. Hoge concentraties ozon komen voor wanneer er zomersmog optreedt. Bovendien zorgen de hogere concentraties ozon voor opwarming van de Aarde. Er is nauwelijks uitwisseling van ozon tussen de ozonlaag en ons leefniveau. De ozon die op leefniveau geproduceerd wordt kan dus niet gebruikt worden voor de aanvulling van de ozonlaag, omgekeerd kan alleen hoog in de bergen bij sommige weerssituaties de ozonconcentratie wat hoger zijn door ozon uit de ozonlaag. Ozon is een zeer reactief molecuul. Het irriteert het ademhalingstelsel, beschadigt gewassen, bomen en andere vegetatie, en het erodeert rubber.
Steden waar fotochemische smog optreedt, zogenaamde bruine steden, zijn meestal gelegen op plekken met een warm, droog en zonnig klimaat. In steden met fotochemische smog zorgt het drukke verkeer in de ochtend voor de belangrijkste bronnen van de smog. De hoogste concentraties van ozon worden bereikt tussen 12:00 en 20:00 uur; meestal aan het begin van de middag. Gewoonlijk wordt het hoogste smogniveau niet bereikt in de stad zelf, maar juist in de buitenwijken en de omliggende gebieden. Dit wordt veroorzaakt door de tijd die nodig is om de smog te vormen. Zomersmog is een verkeerde benaming voor fotochemische smog, omdat het proces ook in de winter plaats kan vinden; de sterkte is in de zomer echter een stuk hoger vanwege de hogere stralingsintensiteit van de zon.
Deze vorm van luchtverontreiniging is schadelijk voor mensen, planten en materialen.

### Industriële smog

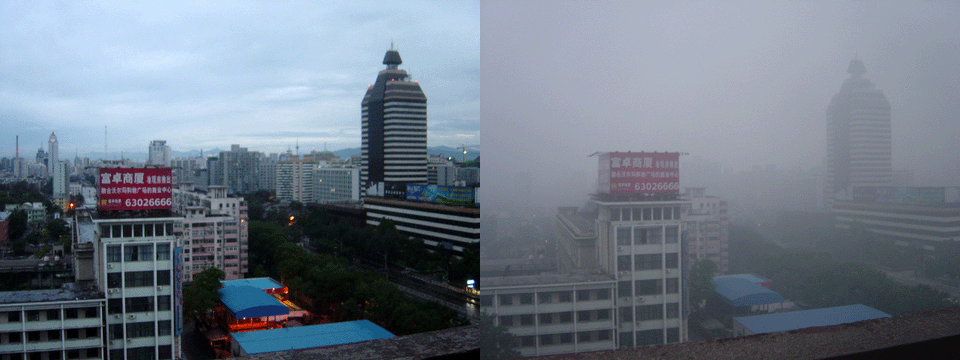
Ernstige smog in Peking (rechts), en dezelfde locatie na twee dagen regenval (links). Opname uit 2005.

Industriële smog ontstaat op een andere wijze dan fotochemische smog. Grijze steden zijn meestal gelegen in een koud en nat klimaat. De belangrijkste vervuilers zijn zwaveloxiden en deeltjes van fabrieken. Deze vervuilers mengen zich met atmosferisch water en vormen daarbij een grijze mist. Veel van de grijze steden zijn sterk afhankelijk van kolen en olie en zijn meestal sterk geïndustrialiseerd. De lucht in deze steden is vooral erg slecht gedurende de winters, wanneer zowel de vraag naar olie en elektriciteit van de huishoudens en de luchtvochtigheid hoog zijn. Verder komt wintersmog voor in periodes van hoge luchtdruk, wanneer helder en mooi winterweer voorkomt. In Nederland komt wintersmog voor wanneer er zwakke tot matige oostelijke wind staat. Deze wind voert lucht aan uit Oost-Europa waar nog vaak kolen worden gestookt. Die lucht blijft vervolgens in Nederland 'hangen'. Bij wintersmog vermengen vooral de stoffen SO2 (zwaveldioxide) en fijn stof met elkaar. De kans op ernstige smog door verhoogde concentraties stikstofdioxide en zwaveldioxide is tegenwoordig klein, omdat de emissies van met name zwaveldioxide sterk is gereduceerd. De luchtkwaliteit in Europa is de laatste jaren sterk verbeterd door een streng milieubeleid.
Het meest dramatische voorbeeld van industriële smog was The Great Smog of Big Smoke in Londen die optrad van 5 tot en met 9 december 1952. Het was een periode van koud weer in combinatie met een hogedrukgebied en windstille omstandigheden met de bijhorende inversie. Een dodelijke cocktail van in de lucht zwevende verontreinigingen, door het gebruik van zwavelrijke kolen en lage schoorstenen, vormde toen een dikke laag smog over de stad. De dikke mist drong zelfs door tot in de huizen, mensen verdwaalden in de straten, treinen botsten tegen elkaar omdat machinisten de seinen niet meer zagen en voetbalwedstrijden werden afgelast. De smog verdween snel toen op 10 december het weer veranderde. Hoewel eerder al smogincidenten hadden plaatsgevonden, onderkenden de autoriteiten pas na The Great Smog de gevolgen voor de gezondheid. In de weken erna verschenen medische rapporten waaruit bleek dat 4000 mensen te vroeg gestorven waren en 100.000 mensen ziek werden als gevolg van de effecten van de smog op de luchtwegen. Uit recenter onderzoek blijkt dat het aantal dodelijke slachtoffers aanzienlijk hoger lag, namelijk op ongeveer 12.000.
In bijzondere situaties, bijvoorbeeld na een grote brand op een olieraffinaderij kan wintersmog in Nederland of België nog voorkomen, maar ook nog steeds bij een zeer stabiele weersituatie zoals hierboven beschreven is. Het gaat dan vooral om fijn stof gecombineerd met stikstofoxiden. In China is wintersmog nog steeds veelvoorkomend, evenals in Polen en Tsjechië en Slowakije.
Tijdens de jaarwisseling treedt vaak in Nederlandse steden smogvorming op door het afsteken van grote hoeveelheden vuurwerk. Verder kan bij ongunstige weersomstandigheden smogvorming (fijn stof en VOS) plaatsvinden bij de jaarlijkse paasvuren die traditioneel in het oosten van het land gehouden worden.

### Natuurlijke oorzaken
Vulkanen kunnen grote hoeveelheden gassen, waaronder CO2 en SO2, uitstoten, waardoor de lucht in de omgeving vervuild wordt. In tegenstelling tot andere smog is deze vog (zoals dit verschijnsel in Hawaï genoemd wordt) kleurloos. Afhankelijk van de windrichting kunnen de gassen van de Kīlauea vulkaan Honolulu bereiken.

## Smogsituaties
De Nederlandse Smogregeling 2001 en het bijbehorende scenario's geven aan wanneer er sprake is van smogsituaties, wat de gezondheidseffecten zijn, wie verantwoordelijk is voor de vaststelling van een smogsituatie en welke organisaties welke acties moeten ondernemen. Een belangrijk punt is bijvoorbeeld het geven van informatie aan publiek en maatschappelijke organisaties.
Definities van smogsituaties (concentraties in microgram per kubieke meter).
| Stoffen                         | Geen of geringe smog | Matige smog | Ernstige smog                  |
| ------------------------------- | -------------------- | ----------- | ------------------------------ |
| ozon (uurgemiddelde)            | minder dan 180       | 180-240     | meer dan 240                   |
| zwaveldioxide (uurgemiddelde)   | minder dan 350       | 350-500     | meer dan 500 (3 uur achtereen) |
| stikstofdioxide (uurgemiddelde) | minder dan 200       | 200-400     | meer dan 400 (3 uur achtereen) |
| fijn stof (daggemiddelde)       | minder dan 50        | 50-200      | meer dan 200                   |

In België geldt er een 'smogalarm' wanneer ernstige smog wordt verwacht. Onder andere is dan op een aantal autosnelwegen een snelheidsbeperking van 90 km/u van kracht, en is stoken van hout verboden of afgeraden.

## Gezondheid
De drie smogniveaus hebben elk een ander effect op de gezondheid:
- Geen of geringe smog: alleen extra gevoelige mensen / kinderen zullen bij deze mate van smog soms klachten krijgen;
- Matige smog: klachten kunnen ontstaan bij extra gevoelige mensen / kinderen, maar ook bij mensen met aandoeningen aan de luchtwegen en bij mensen die zich zwaar inspannen in de buitenlucht;
- Ernstige smog: effecten op de hele bevolking en toenemende klachten bij de risicogroepen.

## Invloed op flora
Smog kan allerlei nadelige effecten op de flora hebben, met name het reactieve ozongas. Ozon tast de huidmondjes en de waslaag van planten aan. Hierdoor ontstaan er zwakke plekken in de buitenste laag van de plant, waardoor deze water en voedingsstoffen verliest en er verschillende schadelijke stoffen en parasieten kunnen binnendringen. Met name tijdens droge, koude periodes herstellen planten zich moeizaam en kan de fotosynthese van bijvoorbeeld de douglasspar tot wel 25% worden afgeremd. Andere gevoelige bomen zijn de populier en de zilverspar. Tevens kan smog leiden tot necrose, dan vertoont de plant vlekjes met afstervend weefsel. Voorbeelden van planten die hier last van hebben zijn: de echte koekoeksbloem, de Spaanse ruiter en de wilde bertram.